# Kevin DuBrow
Kevin DuBrow était un musicien américain né le 29 octobre 1955 à Hollywood et retrouvé mort à son domicile de Las Vegas le 19 novembre 2007.
L'enquête de police a officiellement établi que Kevin DuBrow était décédé d'une overdose de cocaïne survenue très probablement dans la journée du 19 novembre 2007. Kevin DuBrow fut de 1973 à 2007 le chanteur et leader de Quiet Riot, groupe de hard rock américain ayant connu un très grand succès commercial avec l'album Metal Health classé no 1 du Billboard 200 le 26 novembre 1983 et certifié sextuple disque de platine par la RIAA.
Le caractère fantasque de Kevin DuBrow et sa consommation excessive de drogue ont certainement empêché Quiet Riot de se maintenir au sommet, la carrière du groupe étant pénalisée par de nombreux changements de musiciens, voire par l'éviction de Kevin DuBrow de son propre groupe par ses trois musiciens en février 1987.
De confession juive, Kevin DuBrow fut enterré religieusement sous l'autorité d'un rabbin au Pacific View Cemetery de Corona del Mar le premier décembre 2007.

## Discographie

### Avec Quiet Riot
- 1978 Quiet Riot
- 1979 Quiet Riot II
- 1983 Metal Health
- 1984 Condition Critical
- 1986 QRIII
- 1993 Terrified
- 1995 Down to the Bone
- 1999 Alive and Well
- 2001 Guilty Pleasures
- 2006 Rehab

### Solo
- 2004 In for the Kill

## Liens
- Tribute to Kevin DuBrow
- Kevin DuBrow Myspace